# Андель (река)
Андель (фр. Andelle) — река во Франции, в Нормандии. Длина реки 56,8 километров, а бассейн 740 км². Средний расход воды — 7,2 м³/с. Приток Сены.
В реке водится форель, а по её берегам построено 69 мельниц. Бассейн реки достаточно крупный, но его границы неточны и постоянно меняются.
Исток реки находится в департаменте Приморская Сена на высоте 149 метров.